# Motal
Motal (belarussisch Моталь, russisch Мотоль, polnisch Motol) ist ein Dorf im Rajon Iwanawa in der Breszkaja Woblasz in Belarus. Die Ortschaft hat 5.000 Einwohner. Motal, einst Heimat einer großen jüdischen Gemeinde, ist der Geburtsort des ersten israelischen Präsidenten Chaim Weizmann und der Musikproduzenten Leonard und Phil Chess sowie des Rabbiners Saul Lieberman.

## Geschichte
Motal wurde 1422 erstmals urkundlich erwähnt. 1555 erhielt Motal Magdeburger Stadtrecht.